# The Alesha Show (turneja)
The Alesha Show je nadolazeća debitantska sedamnaestodnevna turneja britanske kantautorice Aleshe Dixon u svrhu promoviranja njenog drugog studijskog albuma The Alesha Show.
Tijekom srpnja 2009. Alesha je izjavila da mora odgoditi tri koncerta jer je ona nedjeljom sudac u emisiji Ples sa zvijezdama, a emisija ide uživo. Kupljene ulaznice vrijede za odgođene koncerte. Alesha je izjavila:

## Datumi koncerata
| Datum               | Grad        | Država   | Koncertna dvorana        |
| ------------------- | ----------- | -------- | ------------------------ |
| 20. listopada 2009. | Nottingham  | Engleska | Royal Centre             |
| 21. listopada 2009. | Reading     | Engleska | The Hexagon              |
| 23. listopada 2009. | Cardiff     | Wales    | St David's Hall          |
| 26. listopada 2009. | Liverpool   | Engleska | Liverpool Philharmonic   |
| 27. listopada 2009. | Glasgow     | Škotska  | Glasgow ABC              |
| 28. listopada 2009. | Newcastle   | Engleska | Newcastle City Hall      |
| 30. listopada 2009. | Manchester  | Engleska | Manchester Apollo        |
| 2. studenog 2009.   | Cambridge   | Engleska | Cambridge Corn Exchange  |
| 3. studenog 2009.   | Birmingham  | Engleska | Birmingham Symphony Hall |
| 4. studenog 2009.   | Bristol     | Engleska | Colston Hall             |
| 6. studenog 2009.   | Folkestone  | Engleska | Leas Cliff Hall          |
| 9. studenog 2009.   | Ipswich     | Engleska | Regent Theatre           |
| 10. studenog 2009.  | Southend    | Engleska | Cliffs Pavilion          |
| 12. studenog 2009.  | London      | Engleska | Shepherds Bush Empire    |
| 16. studenog 2009.  | Lincoln     | Engleska | Engine Shed              |
| 17. studenog 2009.  | Southampton | Engleska | Southampton Guildhall    |
| 19. studenog 2009.  | Brighton    | Engleska | Brighton Dome            |